# 佐洛奇夫卡河
佐洛奇夫卡河（烏克蘭語：Золочівка）是烏克蘭的河流，位於該國西部，屬於西布格河的支流，發源自普盧希夫，流經利維夫州，河道全長35公里，流域面積232平方公里。